# Обсерваторія Гіравалі
Обсерваторія Гіравалі (англ. IUCAA Girawali Observatory) — астрономічна обсерваторія в Індії якою керує Міжуніверситетський центр з астрономії та астрофізики (IUCAA). Розташована за 80 км на північ від міста Пуне, де знаходиться IUCAA. Має сучасний 2-метровий телескоп-рефлектор.

## Історія
З моменту свого заснування в 1988 році Міжуніверситетський центр з астрономії та астрофізики активно проводив дослідницьку діяльність та численні астрономічні спостереження як в Індії, так і за кордоном, але не мав власного телескопа. У відповідь на постійно зростаючий запит на астрономічні спостереження центр вирішив створити телескоп із середньою апертурою, який можна було б використовувати для навчання та досліджень, особливо в університетському секторі. Рада директорів Міжуніверситетського центру з астрономії та астрофізики та Урядова комісія з університетських грантів схвалили цю пропозицію, і було прийнято рішення побудувати власний телескоп Міжуніверситетського центру з астрономії та астрофізики.
У 1996 році було підписано контракт з Дослідницькою радою з фізики елементарних частинок та астрономії Великої Британії (Particle Physics and Astronomy Research Council), за яким Гринвіцька обсерваторія мала надати телескоп діаметром 2 м. В 1998 році контакт передали компанії Telescope Technologies Limited з Ліверпуля, яка й виготовила цей телескоп.
14 лютого 2006 року завершили встановлення й випробування телескопа, і 13 травня офіційно відкрили обсерваторію Гіравалі.

## Розташування

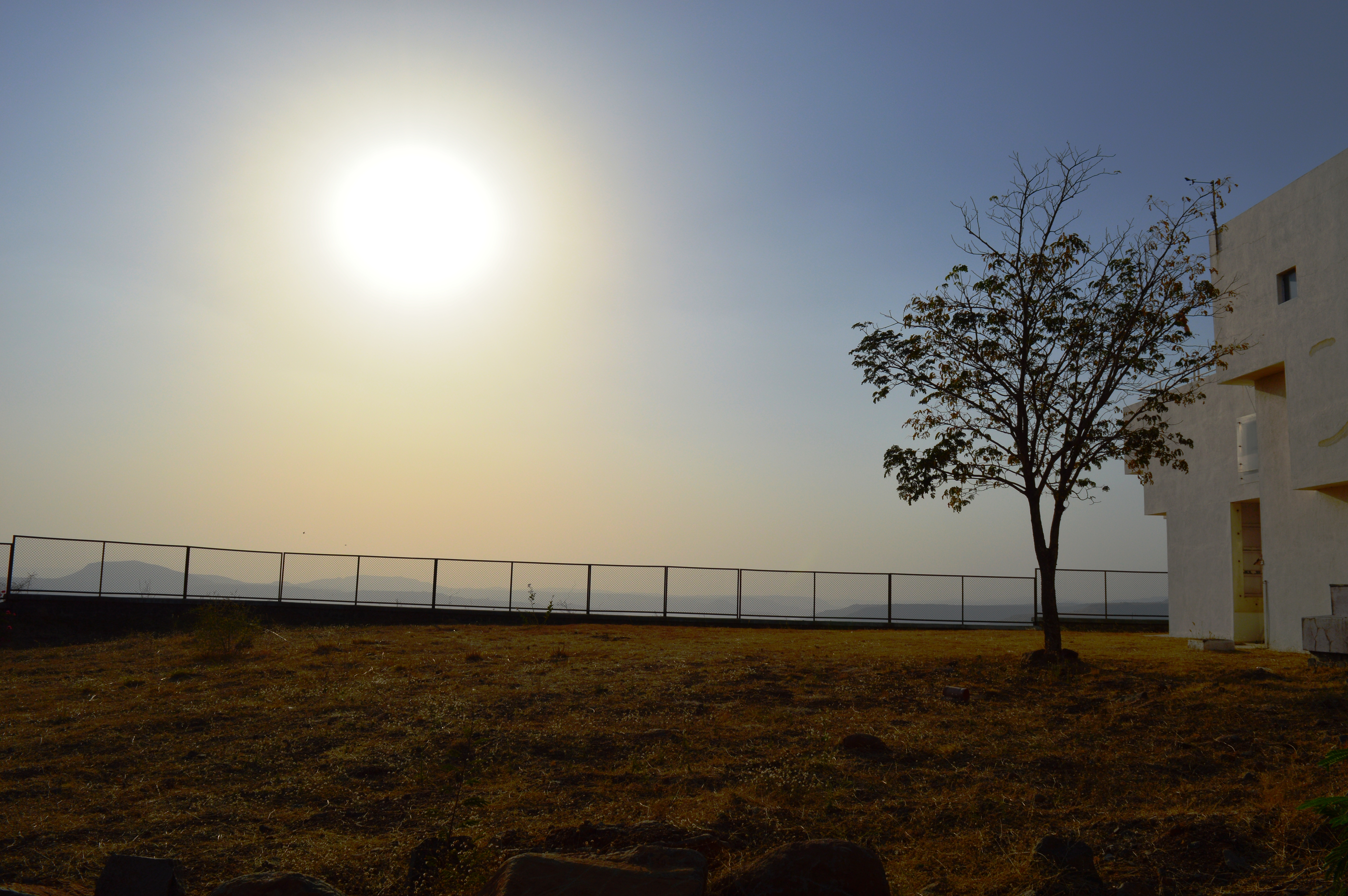
На території обсерваторії

Обсерваторія Гіравалі розташована на невеликому пагорбі приблизно за 80 км на північ від Пуне, де розташований Міжуніверситетський центр з астрономії та астрофізики. Це місце було обрано після пошуку відповідного місця в межах 100 км від Пуне для підвищення ефективності спостереження та зменшення операційного навантаження. Обсерваторія знаходиться приблизно в 15 км на захід від Гігантського радіотелескопа метрових хвиль, яким також керує Міжуніверситетський центр з астрономії та астрофізики.
Обсерваторія розташована на висоті близько 1000 м. Середнє бачення становить приблизно 1,5 кутових секунди, а типова яскравість нічного неба становить 22 зоряні величини на квадратну секунду в B-діапазоні, 21 зоряну величину на квадратну секунду у V-діапазоні та 19,4 зоряної величини на квадратну секунду в R-діапазоні, що означає досить низьке світлове забруднення попри розташування обсерваторії поблизу Пуни та неподалік від Мумбаї. Польові дослідження, проведені з 1996 по 1997 рік, показали, що протягом шести місяців зими було приблизно 50 % фотометричних ночей з нульовою хмарністю протягом 4 годин або більше та 80 % спектральних ночей з нульовою або слабкою хмарністю протягом 4 годин або більше.

## Обладнання

### Будівлі
Основними будівлями обсерваторії Гіравалі є будівля телескопа, у якій розміщено 2-метровий телескоп, і адміністративна будівля, яка виконує інші функції. Будівля телескопа розташована на північному краї території, а адміністративна будівля — на південному краї. Адміністративна будівля містить житлові приміщеннями для спостерігачів, їдальню, бібліотеку та інші необхідні зручності.
Дах 2-метрового телескопа має циліндричну форму з діаметром приблизно 11 м, а зовнішня частина покрита алюмінієвою фарбою для запобігання підвищенню температури вдень і інфрачервоного випромінювання вночі. Тепло, що виділяється від обладнання в будівлі телескопа, відводиться через вентиляційний отвір, щоб запобігти погіршенню видимості навколо телескопа через спеку.

### Телескопи

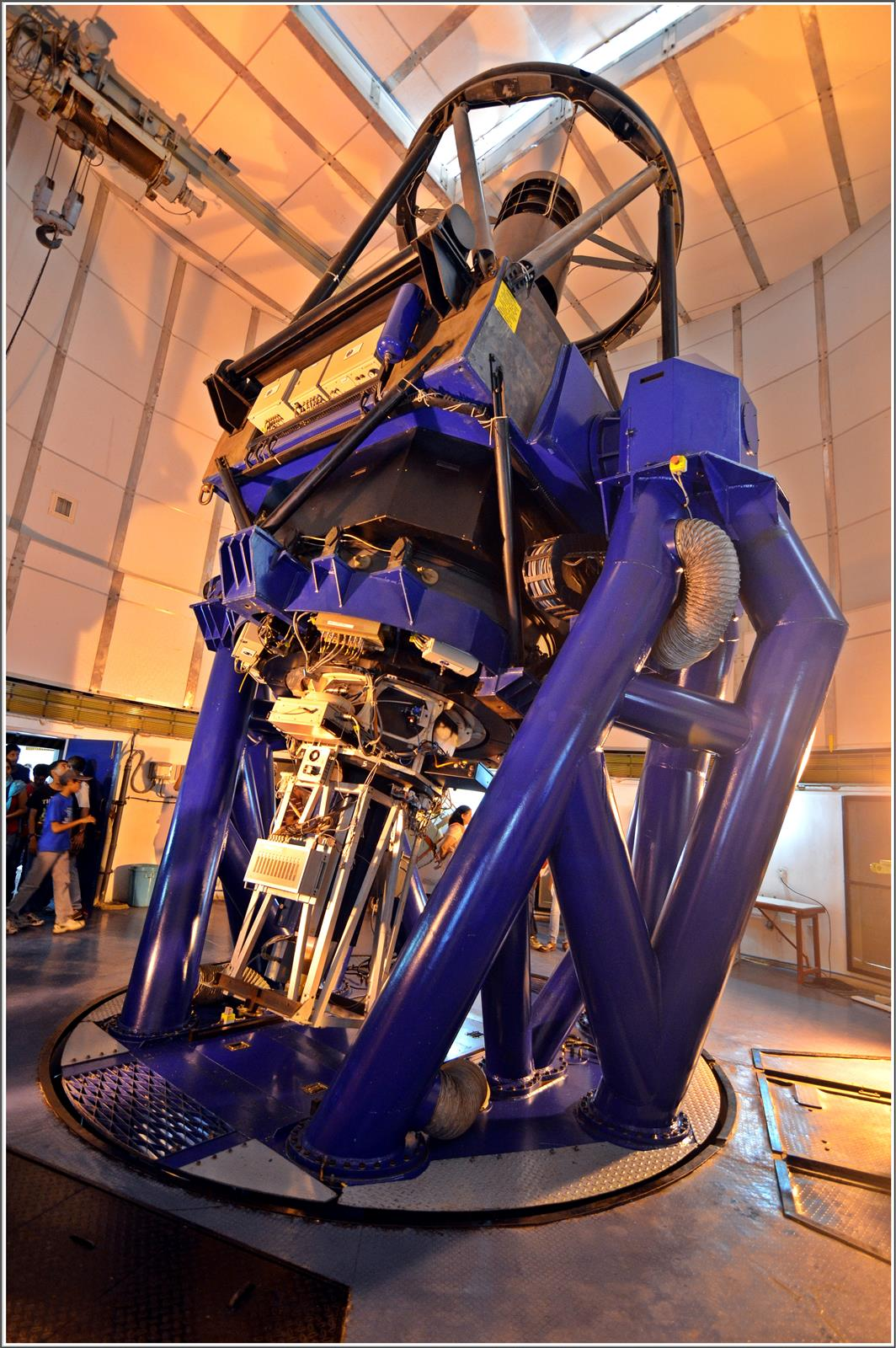
2-метровий телескоп обсерваторії Гіравалі

2-метровий телескоп, головний інструмент обсерваторії Гіравалі, має оптичну систему Річі-Кретьєна та альт-азимутальне монтування. Діафрагмове число становить f/3 для 2-метрового головного дзеркала та f/10 для фокуса Кассегрена, який використовують для спостережень. Крім прямого фокуса, фокус Кассегрена може бути сфокусований в чотирьох бокових точках.

### Обладнання для спостереження

#### IFOSC
IFOSC розшифровується як “IUCAA Faint Object Spectrograph and Camera” (спектрограф я камера тьмяних об'єктів Міжуніверситетського центру з астрономії та астрофізики). Він є основним спостережним інструментом обсерваторії Гіравалі й установлений у прямому кассегренівському фокусі 2-метрового телескопа. Конструкція заснована на EFOSC, який був розроблений і виготовлений Європейською південною обсерваторією.

#### PI-CCD
CCD-камера Princeton Instruments (PI-CCD) приєднана до бічного порту кассегренівського фокуса 2-метрового телескопа. У детекторі PI-CCD використовується ПЗЗ-матриця EEV із заднім підсвічуванням із роздільною здатністю 1340 × 1300 пікселів і розміром пікселя 20 мкм, що забезпечує кращу просторову роздільну здатність, ніж IFOSC. Камера працює в діапазонах U, B, V, R та I.

## Використання
Обсерваторія Гіравалі може проводити спостереження протягом восьми місяців з жовтня по травень, і пропозиції щодо спостереження розділені на два періоди по чотири місяці кожен. Приблизно 60 % часу телескопа розподіляє програмний підкомітет обсерваторії Гіравалі (IGO-TAC), а решта 40 % зарезервована на дискреційний час директора, екстрені спостереження транзієнтів, спостереження для навчальних програм, технічне обслуговування та ремонт тощо.